# Peder Gudmundsson Strömberg
Peder Gudmundsson Strömberg, född omkring 1575 i Jönköping, död 11 augusti 1655 på Ryhovs gård i Ljungarums församling, var en svensk afffärsman och ämbetsman.

## Biografi
Peder Strömberg var son till borgmästaren i Jönköping Gudmund Svensson. Han finns tidigast 1603 antecknad som borgare och övertog efter faderns död 1604 dennes affär och blev den rikaste köpmannen i Jönköping. Före stadens förstöring under Kalmarkriget 1612 ägde han sjutton tomter. Han blev kämnär 1608, rådman 1609 och var 1619–1633 borgmästare i Jönköping. Från 1619 arrenderade han kronouppbörden från flera småländska härader. Under krigen gjorde han betydande försträckningar till kronan och erhöll i gengäld en mängd gårdar i förläning samt 1646 adelskap under namnet Strömberg. Då Gustav II Adolf efter förstörelsen 1612 sökte återuppbygga Jönköping och göra staden till en medelpunkt för handel och industri, räknande han främst med Strömbergs medverkan. 1622 inträdde Strömberg i det konsortium, som drev de med stora kostnader uppbyggda vantmakeriet i Jönköping. De övriga intressenterna lämnade efterhand rörelsen, och 1635 erhöll Strömberg ensam privilegium för anläggningarna, där han erhöll monopol på tillverkning av kläde i staden. Han erhöll omfattande stöd från kronan genom kontrakt om leveranser till dessa, anläggandet av schäferier för att förse vantmakeriet med ull med mera. Strömberg erhöll till och med fritt timmer från kronans skog för att kunna uppföra tukthus för motsträviga arbetare. Som afffärsman höll Strömberg vidsträckta förbindelser med såväl Lübeck och Hamburg som Köping och Berglagen. Han bedrev även en vidlyftig bankirverksamhet. Han var Jönköpings representant vid flera riksdagar och hade ett prominent umgänge. Axel Oxenstierna kallar honom sin vän, Johan Kasimir av Pfalz-Zweibrücken stödde honom i hans jordförvärv och Johan Skytte bad honom om råd i privata angelägenheter.
Strömberg adlades 7 oktober 1646. Peder Gudmundsson Strömbergs namn återfinns på stenen "Söner av Småland" i Jönköpings stadspark som visar kända män som är födda i Småland.

### Familj
Strömberg gifte sig första gången 8 januari 1604 i Jönköping med Anna Månsdotter. Hon var dotter till borgmästaren Måns Jönsson och Brita Nilsdotter. De fick tillsammans barnen postmästaren Jöns Pedersson Brattman (död 1669) och rådmannen Gudmund Pedersson (död 1642).
Strömberg gifte sig andra gången 12 augusti 1632 med Catharina Törnsköld. Hon var dotter till assessorn Peder Törnsköld och Brita Clemetsdotter. De fick tillsammans barnen Brita Sofia Strömberg (död 1708) som var gift med generalmajoren Christoffer von Günthersberch, studenten Peder Strömberg vid Uppsala universitet och Anna Vendla Strömberg (död 1666) som var gift med generallöjtnanten Israel Ridderhielm.